# جان هال
جان لوئیس هال (به انگلیسی: John Lewis "Jan" Hall) (زادهٔ ۲۱ اوت ۱۹۳۴) فیزیکدان آمریکایی و از برندگان جایزهٔ نوبل در این رشته‌است. جان هال و تئودور هانش در سال ۲۰۰۵ این جایزه را با هم برای کارشان بر روی دقت طیف‌سنجی برنده شدند.

## زندگی
هال در سال ۱۹۳۴ در دنور، کلورادو به دنیا آمد. او مدرک کارشناسی خود را در سال ۱۹۵۶، کارشناسی ارشد را در ۱۹۵۸ و دکتری خود را در ۱۹۶۱ از موسسهٔ فنی کارنگی دریافت کرد. او پروژهٔ فوق دکتری خود را در موسسه ملی فناوری و استانداردها وابسته به وزارت بازرگانی ایالات متحده آمریکا انجام داد. امروزه نام این موسسه به موسسه ملی فناوری و استانداردها (NIST) تغییر یافته‌است. هال از سال ۱۹۶۲ تا زمان بازنشستگی اش، سال ۲۰۰۴ در همان موسسه باقی ماند. او از سال ۱۹۶۷ در دانشگاه کلرادو در بولدر به تدریس پرداخت.